# School Library Journal
School Library Journal är en amerikansk tidskrift. Den har funnits sedan 1954, och är framför allt riktad mot skolbibliotekarier och andra bibliotekarier, som arbetar med unga människor. Man recenserar bland annat barn- och ungdomsböcker. Första redaktören var Gertrude Wolff.